# Liste der Bischöfe von Termoli
Die folgenden Personen waren Bischöfe von Termoli (Italien):
- Benedikt 945
- Scione oder Silone 968
- Armando

- Nicola (1071–1075)
- Iozzolino (1095–1097)
- Paolo (1100–1103)
- Anastasio (1105–1106)
- Goffredo (1178–1179)
- Alferio (1196)
- Angelo (1226)
- Stefano
- Giovanni I. (1265)
- Bartolomeo I. Aldomaresco (1308–1319)
- Giovanni II. (1319–1321)
- Bartolomeo II. (1343–1352)
- Luca (1353–1364)
- Francesco I. della Stella (1364–1379)
- Giacomo I. Cini (1381)
- Domenico I. del Giarda (1381–1387)
- Andrea (1388–1390)
- Costantino (1390–1396)
- Pietro I. (1396–1400)
- Tommaso I. (1400–1402)
- Antonio I. (1402–1405)
- Stefano (1405–1406)
- Paolo (1406–1422)
- Antonio II. (1422–1455)
- Deciuso Decius di Termoli (1456)
- Leonardo (1468–1471)
- Giacomo II. (1474)
- Giovanni III. (1497–1509)
- Angelo I. Antonio de Guiltaneo (1509–1517)
- Sanzio de Ajete (Sancio de Ayerbe) (1517–1518)
- Zacca Angelantonio (1518)
- Antonio III. (1518–1536)
- Pietro II. (1536–1539)
- Vincenzo I. (1539–1565)
- Marcello Dentice (1565–1569)
- Cesare Parente (1569–1593)
- Annibale (1594–1595)
- Francesco II. Scoto (1595–1599)
- Alberto Drago (1599–1601)
- Federico Mezio (1601–1612)
- Camillo Moro (1612–1626)
- Ettore dal Monte (16. März 1626 bis Oktober 1626)
- Girolamo Cappello (1626–1643)
- Alessandro Crescenzi (1643–1644)
- Cherubino Manzoni (1644–1651)
- Antonio IV. Leoncello (1651)
- Carlo Mannelli (1653–1661)
- Fabrizio Maracco (1661–1676)
- Antonio V. Scavi De Panicoli (1677–1687)
- Antonio VI. Rossi (1688–)
- Michele Petirro (1689–1705)
- Domenico II. Catalano (1706–1709)
- Tommaso II. Maria Farina (1718)
- Salvatore D’Aloisio (1719–1729)
- Giuseppe Antonio de Silvestri (1730–1743)
- Isidoro Pitelia (1743–1752)
- Tommaso III. Giannelli (1753–1768)
- Giuseppe II. Buccarelli (1770–1780)
- Anselmo Maria Toppi (1780–1799)
- Giovanni IV. Battista Bolognese (1819–1822)
- Pietro III. Consiglio (1824–1826)
- Gennaro de Rubertis (1827–1845)
- Domenico III. Ventura (1846–1849)
- Vincenzo II. Bisceglia (1851–1889)
- Raffaele Di Nonno (1889–1893)
- Angelo II. Balzano (1893–…)
- Giovanni V. Capitoli (1909–1911)
- Rocco Caliandro (1912–1924)
- Oddo Bernacchia (1924–1962)
- Biagio D’Agostino
- Giovanni Proni (1962–1970) (dann Koadjutorbischof von Forli)
- Pietro Santoro (1970–1979) (dann Erzbischof von Boiano-Campobasso)
- Cosmo Francesco Ruppi (1980–1988) (dann Erzbischof von Lecce)
- Domenico Umberto D’Ambrosio (1989–1999) (dann Erzbischof von Foggia-Bovino)
- Tommaso Valentinetti (2000–2005) (dann Erzbischof von Pescara-Penne)
- Gianfranco De Luca (2006–2024)
- Claudio Palumbo (seit 2024)